# Ptilostonychia plicata
Ptilostonychia plicata är en fjärilsart som beskrevs av Walsingham 1911. Ptilostonychia plicata ingår i släktet Ptilostonychia och familjen stävmalar. Inga underarter finns listade i Catalogue of Life.